# Belchior de Matos
Belchior de Matos, foi um pintor maneirista que viveu em Caldas da Rainha a partir de 1595 e aqui faleceu em 1628, tendo produzido inúmeras obras de cariz religioso, ao jeito da época, que ainda hoje se podem admirar em diversas igrejas da região (Ermida do Espírito Santo em Caldas da Rainha, Igreja de S. Leonardo em Atouguia da Baleia, Igreja da Misericórdia, Igreja de Nª. Sª. de Monserrate) e no Museu Municipal de Óbidos.